# Asbjørn Kragh Andersen
Pour les articles homonymes, voir Kragh et Andersen.
Asbjørn Kragh Andersen, né le 9 avril 1992 à Fredericia, est un coureur cycliste danois.

## Biographie
Asbjørn Kragh Andersen naît le 9 avril 1992 au Danemark. Il a un frère cadet, Søren, également coureur cycliste.
Il court pour l'équipe Glud & Marstrand-Festina-Hobro en 2009. En 2010, il remporte le Grand Prix Herning juniors, la 3eb étape de la Course de la Paix juniors, la 2eétape du Tour de Münster juniors et termine 2e de la Course de la Paix juniors, 3e du championnat du Danemark du contre-la-montre par équipes juniors et 6e du Trofeo Karlsberg. En 2011, sous les couleurs de Designa Køkken-Knudsgaard, il remporte la 1re étape du Grand Prix du Danemark.
Il entre en 2012 dans l'équipe Tre-For, qui devient Trefor l'année suivante, où il remporte la 2e étape de la Course de la Paix espoirs et le Fyen Rundt. En 2014, il court sous les couleurs de Christina Watches-Kuma, jusqu'au 9 septembre. Il y remporte la 2e étape du Szlakiem Grodów Piastowskich. Lors du Tour du Portugal, Asbjørn Kragh Andersen est exclu de la course à la suite d'une bagarre survenue à l'arrivée de la 6e étape avec Vicente García de Mateos.
En 2015, il retourne dans l'équipe Trefor-Blue Water. Il y remporte la 5e étape du Tour du Loir-et-Cher, Ringerike Grand Prix, la 5e étape de la Flèche du Sud et termine 2e du Himmerland Rundt. Le 24 mai, il remporte la 3e étape du Paris-Arras Tour.
Lors de la saison 2016, il rejoint pour deux l'équipe française Delko-Marseille Provence-KTM, avec qui, il gagne la 4e étape du Tour des Fjords 2016. En 2018, il signe au sein de l'équipe danoise Virtu et remporte le classement général du Tour du Loir-et-Cher.
En 2019, il rejoint l'UCI WorldTeam Sunweb, dans laquelle son frère Søren Kragh Andersen court depuis 2016. Fin juillet, il est sélectionné pour représenter son pays aux championnats d'Europe de cyclisme sur route. Il s'adjuge à cette occasion la vingt-septième place de la course en ligne.
Au mois d'août 2020, il se classe cinquième du championnat du Danemark de cyclisme sur route.
Il arrête sa carrière à l'issue de la saison 2022 et se reconvertit en plombier.

## Palmarès et classements mondiaux

### Palmarès sur route
- 2010
  - Grand Prix Herning juniors
  - 3eb étape de la Course de la Paix juniors
  - 2e étape du Tour de Münster juniors
  - 2e de la Course de la Paix juniors
  - 3e du championnat du Danemark du contre-la-montre par équipes juniors
- 2011
  - 1re étape du Grand Prix du Danemark
- 2013
  - 2e étape de la Course de la Paix espoirs
  - Fyen Rundt
  - 3e du championnat du Danemark du contre-la-montre par équipes
- 2014
  - 2e étape du Szlakiem Grodów Piastowskich
  - 3e du championnat du Danemark du contre-la-montre par équipes

- 2015

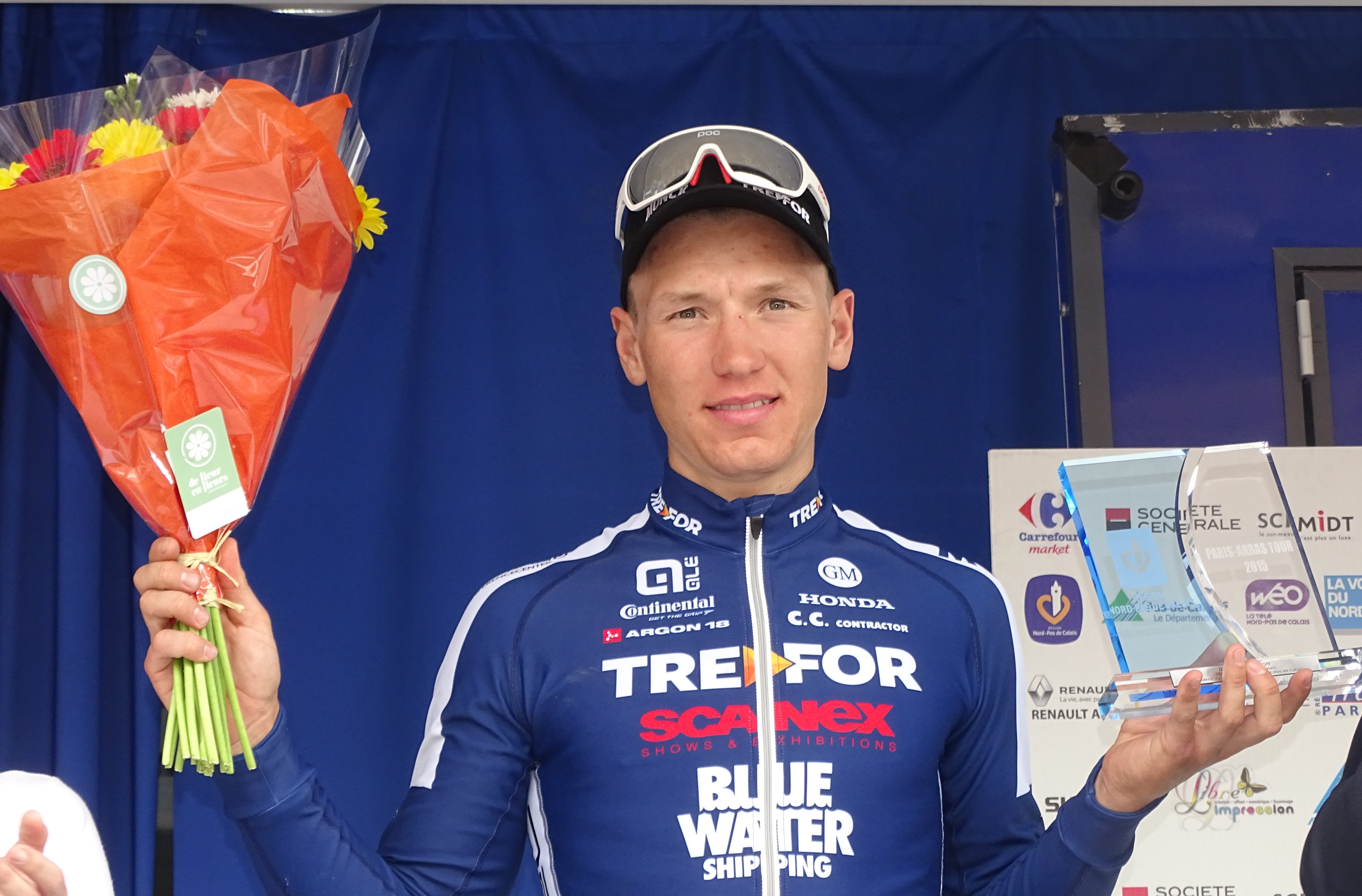
Asbjørn Kragh Andersen, vainqueur de la 3e étape du Paris-Arras Tour à Arras.

  -  Champion du Danemark du contre-la-montre par équipes
  - 5e étape du Tour du Loir-et-Cher
  - Grand Prix Herning
  - Ringerike Grand Prix
  - 5e étape de la Flèche du Sud
  - 3e étape du Paris-Arras Tour
  - 2e du Himmerland Rundt
  - 2e de la Post Cup
  - 3e du Grand Prix Horsens
- 2016
  - 4e étape du Tour des Fjords
- 2018
  - Classement général du Tour du Loir-et-Cher
  - 2e du Poreč Trophy

### Classements mondiaux
| Année                                 | 2012 | 2013 | 2014 | 2015 | 2016  | 2017 | 2018 | 2019  | 2020 |
| ------------------------------------- | ---- | ---- | ---- | ---- | ----- | ---- | ---- | ----- | ---- |
| Classement mondial                    |      |      |      |      | 1674e | 806e | 583e | 1567e | 762e |
| UCI Europe Tour                       | 993e | 500e | 208e | 80e  | 1115e | 540e | 357e | 1039e | 610e |
| UCI Asia Tour                         | nc   | nc   | nc   | nc   | nc    | nc   | 525e |       |      |
| UCI America Tour                      | nc   | nc   | 94e  | nc   | nc    | nc   | nc   |       |      |
| UCI Africa Tour                       | nc   | nc   | nc   | nc   | nc    | 182e | nc   |       |      |
|                                       |      |      |      |      |       |      |      |       |      |
| Légende : nc = non classéSource : UCI |      |      |      |      |       |      |      |       |      |